# Sedella
Sedella es una localidad y municipio español perteneciente a la provincia de Málaga, en la comunidad autónoma de Andalucía. Se encuentra en la comarca de la Axarquía.
Por carretera se halla situado a 61 kilómetros de Málaga y a 564 km de Madrid. Su zona de mayor altitud limita con la provincia de Granada. Cuenta con una población de 600 habitantes (INE 2024).

## Geografía

### Flora
matorral mediterráneo, pino carrasco y abundancia de romero, matagallos, enebros y aulaga. En las zonas más altas, ejemplares de gran interés como el tejo, el arce y el espino majoleto.

### Fauna
Las aves de montaña son las que ostentan mayor representación. Entre ellas, cabe destacar el buitre leonado, el azor, el águila real y el halcón peregrino. El gato montés y la cabra montés, en cuanto a mamíferos.

## Demografía
Cuenta con una población de 600 habitantes (INE 2024).
| Gráfica de evolución demográfica de Sedella entre 1842 y 2021                                                         |
| |
| Población de derecho según los censos de población del INE. Población de hecho según los censos de población del INE. |

| Nacionalidad | Hombres | Mujeres | Total | %      | Proporción |
| ------------ | ------- | ------- | ----- | ------ | ---------- |
| Española     | 233     | 158     | 391   | 65.3 % |            |
| Extranjera   | 108     | 99      | 207   | 34.6 % |            |

## Economía

### Evolución de la deuda viva municipal
| Gráfica de evolución de deuda viva del Ayuntamiento de Sedella entre 2008 y 2019                                |
| |
| Deuda viva del Ayuntamiento de Sedella en miles de Euros según datos del Ministerio de Hacienda y Ad. Públicas. |

## Administración y política
La administración política del municipio se realiza a través de un Ayuntamiento de gestión democrática cuyos componentes se eligen cada cuatro años por sufragio universal. El censo electoral está compuesto por todos los residentes empadronados en Sedella mayores de 18 años y nacionales de España o de los restantes Estados miembros de la Unión Europea. Según lo dispuesto en la Ley del Régimen Electoral General, que establece el número de concejales elegibles en función de la población del municipio, la Corporación Municipal de Sedella está formada por 7 concejales.
| Candidatura     | Candidatura                              | Votos | %                               | Escaños                         |
| --------------- | ---------------------------------------- | ----- | ------------------------------- | ------------------------------- |
|                 | Con Andalucía (Podemos-IU-MP-IdPA)       | 262   | 70,43                           | 5                               |
|                 | Partido Socialista Obrero Español (PSOE) | 88    | 23,66                           | 2                               |
|                 | Partido Popular (PP)                     | 22    | 5,91                            | 0                               |
| Votos en blanco | Votos en blanco                          | 0     | 0                               | n/a                             |
| Votos válidos   | Votos válidos                            | 372   | 100                             | 7                               |
| Votos nulos     | Votos nulos                              | 9     | Participación: \| \| 80,72 % \| | Participación: \| \| 80,72 % \| |
| Votantes        | Votantes                                 | 381   | Participación: \| \| 80,72 % \| | Participación: \| \| 80,72 % \| |
| Electores       | Electores                                | 472   | Participación: \| \| 80,72 % \| | Participación: \| \| 80,72 % \| |
|                 | 80,72 %                                  |       |                                 |                                 |

## Monumentos y lugares de interés
- Casa Torreón: antigua vivienda del alcalde de los Donceles, el varias veces citado don Diego Fernández de Córdoba, al que se le concedió el título del Señorío. Conserva una torre de estilo mudéjar con decoración morisca, abierta con arcos geminados sobre columnas renacentistas y decorados con esgrafiados de estética morisca. El interior se cubre con armadura a cuatro aguas y tirantes de triángulo.
- Iglesia parroquial de San Andrés: destaca la torre (siglo XVI), con dos cuernos cuadrados y uno octogonal, rematada en chapitel piramidal. En el interior del templo hay esculturas de los siglos XVII y XVIII, y una custodia del XVII.
- Ermita de la Virgen de la Esperanza: está situada en las afueras del casco urbano de Sedella, junto a las escuelas, es parte de los restos del castillo de Sedella, de época árabe. El homenaje popular se celebra junto a San Antón. En la entrada está la era, donde antiguamente trillaban con los mulos.
- Ruinas de la fortaleza.
- Lavaderos públicos.
- Puente romano. Desde el propio casco urbano se atraviesa un pequeño puente de piedra que posiblemente fuera construido por los romanos.

## Cultura

### Fiestas
La localidad celebra la feria en honor de la Virgen de la Esperanza Coronada, su patrona, el primer fin de semana de agosto. El programa festivo empieza el viernes y al día siguiente se desarrolla la tradicional Carrera Urbana de Sedella. La patrona es trasladada, ya por la tarde, desde su ermita a la iglesia de San Andrés, y después de esta manifestación religiosa empieza la verbena, durante la cual se elige la reina de los festejos. Los vecinos se despiertan el domingo con una alegre diana floreada que anuncia el día grande de la feria. A mediodía tiene lugar la ofrenda floral a la patrona, y después de la misa, la Virgen recorre en procesión las calles del pueblo. Nuevamente se acude a la verbena y ya en la madrugada una traca pone un estruendoso punto final a la feria.
El día del Corpus se celebra de manera similar a la de otros pueblos malagueños: desde bien temprano los vecinos se afanan en levantar altares en algunas calles, que adornan con los mejores elementos decorativos de que disponen (colchas, flores, macetones, mantones) y, además, engalanan el pavimento con motivos vegetales. La procesión, acompañada de una banda de música, hace una parada en cada uno de los altares, ritual que los vecinos siguen con gran devoción.
La fiesta de los animales, San Antón, se hace coincidir con el fin de semana más próximo al 17 de enero con el fin de alargar el festejo al menos durante dos días. Así, el sábado por la noche se organiza una especie de verbena en la que interviene la banda de música, que se alterna con algunas actuaciones flamencas. El domingo, los vecinos llevan a los animales a la romería, que es presidida por la imagen de San Antón. Uno de los actos centrales de esta jornada es el nombramiento de los mayordomos (diez en total), que serán los encargados de recolectar dinero para sufragar los festejos.
Durante la Semana Santa salen en procesión, el Jueves Santo, Nuestro Padre Jesús Nazareno y la Virgen de los Dolores, que son portados hasta la loma del Calvario, un lugar no muy distante del casco urbano. El Viernes Santo son las mujeres las encargadas de llevar a la Virgen de la Soledad, cuyo recorrido destaca por el recogimiento del público que asiste a la procesión. A las 12 de la noche del sábado se celebra una misa, y una vez concluida la ceremonia religiosa, un repique de campanas da la señal para que los hombres preparen sus escopetas y disparen cartuchos de salvas. A ello se une el lanzamiento de cohetes en una especie de traca que anuncia, muy sonoramente, la Resurrección. En esta localidad, los sonidos juegan un destacado papel, pues, como anécdota, cabe añadir que durante el Jueves y Viernes Santo, en señal de luto, las campanas no tañen, y en su lugar se utilizan carracas para anunciar la hora de la misa.
Posteriormente se saca el ‘Pedro’, un muñeco que se rellena de paja y se quema en la plaza del pueblo, e inmediatamente después se procede a cumplir con una de las tradiciones más singulares que conserva este municipio: algunos vecinos se encargan de ir establo por establo para soltar las bestias, que son conducidas hasta la plaza del pueblo, o bien trasladar las macetas que encuentren en las calles para obligar a sus propietarios a ir a la mañana siguiente a la plaza y recoger animales y plantas.
Aunque hace ya algunos años que no se celebra —seguramente por su marcado carácter machista—, todavía se recuerda la ‘Fiesta de los Locos’, que tenía lugar el 25 de diciembre. La diversión consistía en que algunos hombres del pueblo se disfrazaban de locos, tarados o deformes y sacaban a bailar a las mujeres solteras. Tanto estas como sus familias, consideraban un desprestigio bailar con un ‘loco’, y para evitar que eso ocurriera, el novio participaba en una subasta, a modo de rescate, con lo que el supuesto loco perdía la opción de sacarla a bailar. El dinero recogido servía para costear la fiesta.

### Gastronomía
Chivo al ajillo, migas, choto al vino, potaje de coles y de hinojos, roscos tontos y vino del terreno.